# حوضه آبریز رودخانه اترک

موقعیت حوضۀ آبریز رودخانۀ اترک

حوضۀ آبریز رود اترک یکی از حوضه‌های باز ایران است که در تقسیم‌بندی حوضه‌های آبریز ایران، حوضهٔ فرعی به‌شمار می‌رود و زیرمجموعهٔ حوضهٔ آبریز دریای مازندران است. مساحت این حوضه، ۲۶٬۴۳۰ کیلومتر مربع و رود اصلی آن، اترک می‌باشد.

## زیرحوضه‌ها
برپایهٔ دستورالعمل تقسیم‌بندی حوضه‌های ایران، حوضهٔ آبریز رود اترک به زیرحوضه‌های زیر تقسیم می‌شود:
| کد  | نام زیرحوضه                                                      | مساحت کیلومتر مربع | تعداد زیرحوضه‌ها |
| --- | ---------------------------------------------------------------- | ------------------ | --------------- |
| ۱۷۱ | رود اترک از مصب تا تلاقی شاخۀ سومبار (پایاب اترک)                | ۴٬۹۰۲              | –               |
| ۱۷۲ | رود سومبار                                                       | ۱٬۹۵۷              | –               |
| ۱۷۳ | رود اترک از تلاقی شاخۀ سومبار تا تلاقی شاخۀ خرتوت (اترک میانی ۱) | ۳٬۲۵۸              | –               |
| ۱۷۴ | رود اترک از تلاقی شاخۀ خرتوت تا تلاقی شاخۀ سملقان (اترک میانی ۲) | ۴٬۷۰۱              | ۳               |
| ۱۷۵ | رود اترک میان پیش‌قلعه و رضاآباد (اترک میانی ۳)                   | ۵٬۹۸۲              | ۵               |
| ۱۷۶ | رود اترک در بالادست رضاآباد (سراب اترک)                          | ۵٬۶۳۰              | ۳               |

## ناهمواری‌ها
حوضۀ آبریز اترک از دو قسمت کوه و دشت تشکیل شده‌است و دشت عموماً قسمتی از صحرای ترکمن صحرا است که شامل استپ و جلگۀ مسطحی است که از نشست آب دریای کاسپی تشکیل یافته، ناهمواری‌ها و برجستگی مهمی جز تپه‌های بلند و تپه‌های مصنوعی قره‌تپه، آلتین‌تخماق و قره‌لر در آن مشاهده نمی‌شود. مناطق کم‌ارتفاع (زیر ۵۰۰ متر ارتفاع) عموماً از سازندهای لسی تشکیل یافته‌اند.
قسمت شرق اراضی به عنوان بالادست مرتفع‌تر و کوهستانی بوده و ارتفاعات آن به بیش از ۴٬۰۰۰ متر می‌رسد، ارتفاعات مهم منطقه شامل کوه سونگی داغ، کوه‌های قازان قایه و باباشملی در شرق و کوه‌های خالد نبی و نارلی با ارتفاع متوسط در قسمت میانی و جنوبی حوضه واقع شده‌اند؛ ولی قسمت میانی منطقه شامل جلگۀ لسی‌چات (قسمت شمالی) تا داشلی برون و تپۀ ماهورهای چوپانجیق (در قسمت جنوبی و دامنۀ کوه‌های خالد نبی) بوده و قسمت غرب نیز شامل دشت مسطح سیلتی رسی با سطح آب زیرزمینی بالا (اراضی تنگلی تا گمیشان) است که منطقه‌ای باز با بلندی‌های کمی است.
ارتفات تپه‌های لسی منفصل و متعددی که میان بیشک تپه و اینچه برون و قره ماخر دیده می‌شود، در حقیقت ارتفاعات جلگۀ رسی-سیلتی شور در منطقۀ اینچه‌برون تا دریا را شامل می‌شوند. در این جلگه صاف آثار دیوار قدیمی به درازای ۱۷۵ کیلومتر به نام دیوار اسکندر دیده می‌شود که پس از گذشتن از شمال گنبد در خواجه‌لر در دامنۀ ارتفاعات شرقی پایان می‌یابد و آغاز آن از گمیشان است. این دیوار در ۲ تا ۱۵ کیلومتری شمال رودخانۀ گرگان ساخته شده، در قسمت غربی حوضه مرز منطقه را تشکیل می‌دهد.

## پوشش گیاهی
گرمی هوا و کمی بارندگی و اراضی شور، گیاهان مخصوص به خود را دارا است.
با توجه به اقلیم منطقه پوشش گیاهی از تنوع خاصی برخودار است که به‌طور کلی نباتات بومی غالب در منطقه عبارتند از:
- خانوادۀ گرامینه
- گیاهان چمنی
- گیاهان خانواده سالسولا، خارشتر، مقداری اسفند و ... .

در امتداد رودخانۀ اترک نیزارهای زیاد و بلند و درختچۀ گز کم ارتفاع وجود دارد. به دلیل شوری خاک منطقه نباتات طبیعی اکثراً گیاهان مقاوم به شوری می‌باشند. قسمت اعظم زراعت کشت جو به صورت دیم است.
اغلب اراضی به صورت مراتع طبیعی بوده و گیاهان مرتعی آن عبارتند از:
- گیاهان ویژۀ شوره‌زار (Hallophite) نظیر: سوئدا، سالیکورنیا و سالسولا
- گیاهان مقاوم به شوری (Salt tolerant) نظیر: اسپند، خارشتر و جغجغه
- نباتات تیره گرامینه مانند: پوآ، مرغ، چمن، پنجه نمازی و یولاف وحشی
- نباتات سایر تیره‌ها که نسبتاً کمتر از تیره‌های بالایی است مانند: همیشه بهار وحشی، آناغالس، گلایول وحشی و بوریا.

از نباتات زراعی می‌توان به غلات (گندم و جو) و پنبه اشاره نمود.
پوشش گیاهی جنگلی منطقه از نوع کم‌تراکم است و در بعضی از قسمت‌ها جنگل‌کاری شده‌است.